# Gustave Desnoiresterres
Gustave LeBrisoys Desnoiresterres (* 20. Juni 1817 in Bayeux, Calvados; † 14. Januar 1892) war ein französischer Kultur- und Literaturhistoriker.
Desnoiresterres lebte als Mitarbeiter verschiedener Journale in Paris.
Von seinen Schriften sind besonders diejenigen, die sich mit dem Kulturleben des 18. Jahrhunderts beschäftigen, als Seitenstücke zu den verwandten Studien der Gebrüder Goncourt bemerkenswert.
Sein von der Académie française preisgekröntes Hauptwerk in dieser Richtung ist: Voltaire et la société française au XVIIIe siècle (Paris 1867–75, 8 Bde.). Außerdem nennen wir: Les Cours galantes (1859–64, 4 Bde.); Gluck et Piccinni, 1774–1800 La musique française au XVIIIe siècle (2. Aufl. 1875); Grimod de LaReynière et son groupe (1877); Iconographie voltairienne, histoire et description de ce qui a été publié sur Voltaire par l’art contemporain (1878); Epicuriens et lettrés. XVII. et XVIII. siècles (1879); Les étapes d’une passion (1882) und La comédie satirique au XVIIIe siècle Histoire de la société française par l’allusion (1884).
Dieser Artikel basiert auf einem gemeinfreien Text aus Meyers Konversations-Lexikon, 4. Auflage von 1888 bis 1890.
| Personendaten    | Personendaten                                 |
| ---------------- | --------------------------------------------- |
| NAME             | Desnoiresterres, Gustave                      |
| ALTERNATIVNAMEN  | Desnoiresterres, Gustave LeBrisoys            |
| KURZBESCHREIBUNG | französischer Kultur- und Literaturhistoriker |
| GEBURTSDATUM     | 20. Juni 1817                                 |
| GEBURTSORT       | Bayeux                                        |
| STERBEDATUM      | 14. Januar 1892                               |